# 吳日升
吳日升（?—?），廣東省廣州府南海縣人，清朝政治人物、同進士出身。
光緒三年（1877年），参加丁丑科殿試，登進士三甲第5名。同年五月，改翰林院庶吉士。光绪六年四月，散館后，授翰林院檢討。